# 마샤두 지 아시스
조아킹 마리아 마샤두 지 아시스(Joaquim Maria Machado de Assis, 1839년 6월 21일 ~ 1908년 9월 29일)는 브라질의 소설가, 시인, 극작가이다.  브라질 문학을 대표하는 작가로 유명하다. 1897년 브라질 학술원(Academia Brasileira de Letras)을 설립하고 초대 총장을 지냈다. 대표작으로 《동 카즈무후》(Dom Casmurro), 《브라스 쿠바스의 사후 회고록》(Memórias Póstumas de Brás Cubas) 등이 있다.